# Ouyang Xun

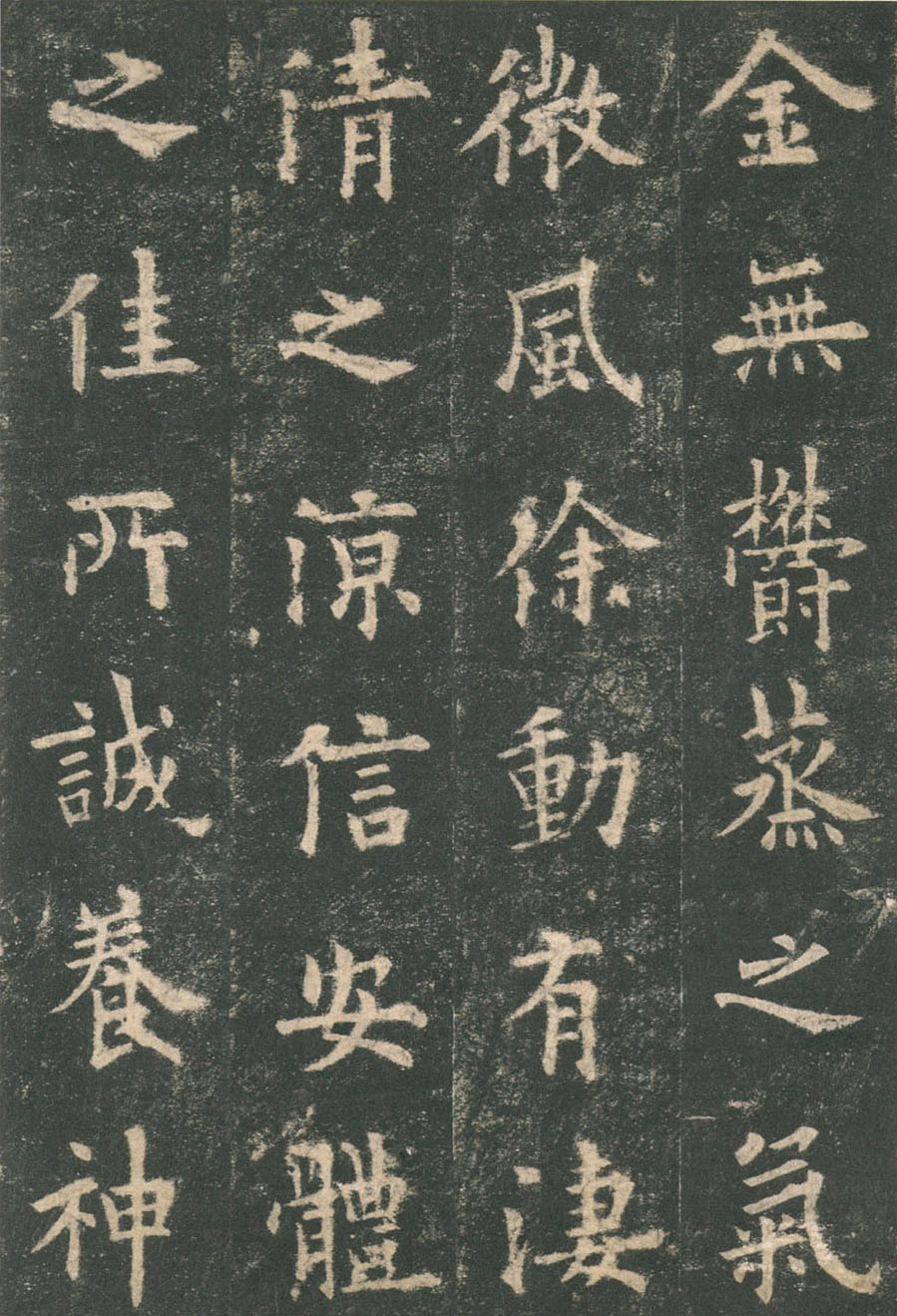
kopia av en text av Ouyang Xun

Ouyang Xun (歐陽詢, 557-641), tilltalsnamn Xinben (信本)) var en konfuciansk filosof och kalligraf under den tidiga tangdynastin. Han föddes i staden Changsha i provinsen Hunan i en statstjänstemannafamilj och dog i dagens Anhui.
Han var vida beläst i de "klassikerna" och tjänade under suidynastin år 611 som riksmedicus. Under tangdynastin arbetade han som censor och lärare vid Hongwen akademin. Där lärde han ut kalligrafi. Han var även huvudförfattare till Yiwen Leiju, en encyklopedi över dåtidens litteratur.
Han kom att bli kejserlig kalligraf och fick inskribera flera stora kejserliga inskriptioner. Han ansågs som en kulturell filosof och tjänsteman. Tillsammans med Yu Shinan och Chu Suiliang är han känd som en av de tre stora kalligraferna från tidiga tang. 
Idag är hans inskriptioner än i bruk; så till vida att många börjar med kopiera hans inskriptioner när de börjar skriva kalligrafi, eftersom hans tecken anses stilrena och välbalanserade.